# Луков, Иван
Ива́н Цо́нев Лу́ков (22 августа 1871, Габрово — 17 апреля 1926, София) — болгарский военачальник, генерал-лейтенант (1920).

## Образование
Среднее образование получил в гимназиях Габрово, Варны и Софии (1888). Окончил Военное училище в Софии (1891), Высшие офицерские курсы в Софии (1897), Николаевскую академию Генерального штаба в Санкт-Петербурге (1901), изучал философию в Сорбонне (Франция).

## Военная служба
- В 1891 служил в 20-м пехотном полку.
- В декабре 1891 был зачислен во флот.
- С августа 1894 — заведующий оружием в 8-м пехотном Приморском полку.
- В 1895—1897 учился на Высших офицерских курсах в Софии.
- С 1897 — помощник командира роты в 15-м пехотном полку.
- В 1898—1901 учился в Николаевской академии Генерального штаба.
- 1 января 1902 был причислен к Генеральному штабу и назначен младшим адъютантом в штаб 6-й пехотной дивизии.
- С 29 марта 1903 — офицер по особым поручениям в мобилизационном отделении штаба армии.
- С 28 августа 1903 — начальник штаба (?) 2-й бригады 4-й пехотной дивизии.
- В 1904 — командир роты 8-го пехотного Приморского полка.
- В 1905 был членом делегации болгарского военного министерства по манёврах во Франции.
- С 30 декабря 1905 — военный атташе в Париже.
- С 15 декабря 1907 — военный атташе в Санкт-Петербурге.
- С 18 октября 1908 — старший адъютант в штабе 8-й Тунджанской пехотной дивизии. Проходил командный стаж в качестве командира 2-й дружины (батальона) в 5-м пехотном полку 5-й Дунайской пехотной дивизии.
- С 7 июня 1910 по сентябрь 1913 — начальник штаба 1-й Софийской пехотной дивизии (командир — генерал Стефан Тошев). В апреле 1912 входил в состав болгарской делегации, направленной к российскому императору Николаю II. Во время Первой Балканской войны отличился в боях при Селиолу, Люлебургасе и при Чаталдже.
- В 1913 был членом болгарской делегации при заключении перемирия с Турцией, председателем комиссии по определению послевоенной границы между Болгарией и Сербией.
- С 27 сентября 1913 — начальник Военного училища.
- С 9 марта 1914 — командир 38-го пехотного Одринского полка (перевод на эту должность был связан с подозрениями в участии в антиправительственном заговоре).
- С мая 1915 — командир 2-й бригады 3-й пехотной дивизии.
- С июня 1915 — начальник штаба 3-й военно-инспекционной области.
- С 7 сентября 1915 (после вступления Болгарии в Первую мировую войну) — начальник оперативного отдела и помощник начальника штаба действующей армии.
- С 1 сентября 1916 — начальник штаба действующей армии. Назначен после кончины своего предшественника генерала Константин Жостова, был ближайшим сотрудником командующего армией генерала Николы Жекова. Освобождён от должности из-за конфликта с союзниками Болгарии в войне.
- С 30 декабря 1917 — командующий 2-й армией.
- 29 сентября 1918 был членом болгарской военной делегации при заключении Солунского перемирия.
- С 10 октября 1918 — начальник штаба армии.
- С 27 октября 1919 — в запасе.

Автор статей в издании «Военен журнал» (1902—1914), перевода с немецкого военно-теоретического труда, посвящённого отдаче приказов в крупных воинских единицах.

## Звания
- С 2 августа 1891 — подпоручик.
- С 2 августа 1894 — поручик.
- С 15 сентября 1900 — капитан.
- С 19 сентября 1906 — майор.
- С 22 сентября 1910 — подполковник.
- С 1 сентября 1913 — полковник.
- С мая 1917 — генерал-майор.
- С 7 января 1920 — генерал-лейтенант.

## Общественная деятельность
После ухода в отставку занимался литературной и общественной деятельностью, был членом политической организации «Народный сговор» и Лиги защиты прав человека, являлся председателем Союза офицеров запаса.

## Награды
- Орден «За храбрость» 3-й степени, 1-го и 2-го класса.
- Орден святого Александра 2-й степени с мечами.
- Орден «За военные заслуги» 1-й степени с военным отличием, 5-го класса на обыкновенной ленте.
- Орден «За заслуги» на обыкновенной ленте.
- Орден Прусской короны 1-й степени с мечами.
- Железный крест 1-го и 2-го класса (Германия).
- Баварский орден «За военные заслуги» 2-го класса с мечами.
- Саксонский орден Альбрехта 1-й степени с мечами.
- Орден Леопольда I (Австро-Венгрия).
- Орден Железной короны 1-й степени (Австро-Венгрия).
- Орден «За военные заслуги» 2-й степени (Австро-Венгрия).
- Офицерский крест ордена Почётного легиона (Франция).
- Орден св. Анны 2-й степени (Россия).
- Орден Меча 2-й степени (Швеция).
- Орден Меджидие 2-й степени (Турция).
- Серебряный орден «Лиякат» с мечами (Турция).
- Серебряный орден «Имтияз» с мечами (Турция).